# San Juan de la Peña
San Juan de la Peña este o arie protejată (arie specială de conservare — SAC, sit de importanță comunitară — SCI) din Spania întinsă pe o suprafață de 1.670,01 ha, integral pe uscat.

## Localizare
Centrul sitului San Juan de la Peña este situat la coordonatele 42°30′44″N 0°39′02″W / 42.5122°N 0.650644°V.

## Înființare
Situl San Juan de la Peña a fost declarat sit de importanță comunitară în ianuarie 1997 pentru a proteja 1 specie de plante și 8 specii de animale. Situl a fost protejat și ca arie specială de conservare în februarie 2021.

## Biodiversitate
Situată în ecoregiunea mediteraneană, aria protejată conține 8 habitate naturale: Pajiști uscate seminaturale și facies de acoperire cu tufișuri pe substraturi calcaroase (Festuco-Brometalia) (* situri importante pentru orhidee), Păduri iberice de Quercus faginea și Quercus canariensis, Lande oro-mediteraneene cu formațiuni endemice de grozamă, Pante stâncoase calcaroase cu vegetație casmofită, Păduri de fag din Europa Centrală dezvoltate pe sol calcaros cu Cephalanthero-Fagion, Păduri de Quercus ilex și Quercus rotundifolia, Pajiști alpine și subalpine calcaroase, Păduri pe pante, grohotișuri și ravene de Tilio-Acerion.
La baza desemnării sitului se află mai multe specii protejate:
- plante (1): Narcissus asturiensis
- mamifere (3): liliac cârn (Barbastella barbastellus), liliacul mare cu potcoavă (Rhinolophus ferrumequinum), liliacul mic cu potcoavă (Rhinolophus hipposideros)
- nevertebrate (5): croitorul mare al stejarului (Cerambyx cerdo), fluturele de noapte (Eriogaster catax), fluturele auriu (Euphydryas aurinia), Graellsia isabellae, Osmoderma eremita Complex

Pe lângă speciile protejate, pe teritoriul sitului au mai fost identificate 16 specii de plante, 26 de specii de păsări, 5 specii de amfibieni, 5 specii de mamifere, 1 specie de nevertebrate, 1 specie de pești, 2 specii de reptile.